# Teatr im. Juliusza Osterwy w Gorzowie Wielkopolskim
Teatr im. Juliusza Osterwy w Gorzowie Wielkopolskim – teatr dramatyczny istniejący od 1946 roku.

## Historia
Budynek Teatru wzniesiony został w 1873 roku. Projektant i budowniczy obiektu są nieznani. W 1886 roku na zapleczu sceny wzniesiono teatr letni (później rozebrany i przeniesiony do Lubniewic). Przedstawienie inaugurujące działalność teatru odbyło się w 1886 roku. W niezmienionym stanie teatr przetrwał do czasów I wojny światowej, kiedy został częściowo zniszczony. 
Inauguracja Miejskiego Teatru odbyła się 5 stycznia 1946, nadano mu imię Józefa Korzeniowskiego, jako że pierwszą wystawiono sztukę tego autora pt. Stary kawaler. Odtwórcą roli tytułowej był dyrektor teatru – Henryk Barwiński. Rok 1946 obfitował w premiery, ale jego sytuacja finansowa była niepewna i na początku 1947 przerwano działalność. Wznowiono ją się 18 października 1947 premierą Dam i huzarów Aleksandra Fredry pod nową dyrekcją Aleksandra Gąssowskiego i z nowym patronem. Teatr nazywał się wówczas Teatrem Miejskim Ziemi Lubuskiej im. Juliusza Osterwy.
Od września 1948 rozwiązano Teatr Miejski i stał się on filią Państwowego Teatru Polskiego w Poznaniu, którym kierował wówczas Wilam Horzyca, a obowiązki kierownika literackiego pełnił Stanisław Hebanowski (1948-1959). Gorzowska scena pozostała filią Teatru Polskiego do 4 listopada 1960, gdy odbyła się premiera Balladyny Juliusza Słowackiego w Państwowym Teatrze im. Juliusza Osterwy, dając tym samym podwaliny stałej instytucji kultury.
Bardzo ważna była dyrekcja Ireny Byrskiej (1963-66), która wraz z mężem Tadeuszem przenosiła idee teatru Juliusza Osterwy tworząc ambitny teatr z dala od centrów kulturalnych. W tym okresie kierownikiem literackim byli kolejno Zdzisław Najder i Zbigniew Herbert, współpracowali Antoni Uniechowski, Zbigniew Lengren, Władysław Krasnowiecki, Irena Górska-Damięcka, występowali m.in. Edward Lubaszenko, Bolesław Idziak i wielu innych. Obecnie Duża Scena teatru nosi imię Ireny i Tadeusza Byrskich.
Drugim ważnym okresem w historii Teatru Osterwy była dyrekcja Andrzeja Rozhina (1974-77) twórcy o diametralnie odmiennych od  Byrskich korzeniach i gustach artystycznych: stawiał na młodych, dawał przedstawienia gorące, nie pozwalał publiczności wygodnie siedzieć w fotelach. W Teatrze Osterwy w czasach Andrzeja Rozhina debiutowali: Bohdan Cybulski (reżyseria), Agnieszka Holland (reżyseria teatralna), Stanisław Syrewicz (muzyka ), Edward Lutczyn (scenografia), współpracowali: Krzysztof Knittel, Jan Sawka, Marcin Jarnuszkiewicz, gościli: Andrzej Wajda, Roman Szydłowski, Bohdan Korzeniewski, Julian Lewański, Józef Szajna, Lidia Zamkow, Leszek Herdegen, Artur Sandauer, Jan Paweł Gawlik, Stanisław Grochowiak.

## Dyrektorzy
- 1946-1947 – Henryk Barwiński
- 1947–1948 – Aleksander Gąssowski
- 1948-1951 – Wilam Horzyca
- 1951-1951 – Tadeusz Muskat
- 1951-1953 – Władysław Woźnik
- 1953-1956 – Aleksander Gąssowski
- 1956-1958 – Roman Sykała
- 1958-1959 – Irena Byrska i Tadeusz Byrski
- 1960-1962 – Zbigniew Szczerbowski
- 1962-1963 – Mirosław Smolarek
- 1963-1966 – Irena Byrska
- 1966-1969 – Jan Błeszyński
- 1969-1970 – Marek Kępiński
- 1970-1974 – Krystyna Tyszarska-Skołuda i Celestyn Skołuda
- 1974-1977 – Andrzej Rozhin
- 1977-1984 – Bohdan Mikuć
- 1984-1989 – Antoni Baniukiewicz
- 1989-1990 – Marek Mokrowiecki
- 1990-1992 – Leszek Czarnota
- 1992-1995 – Stanisław Kuźnik
- 1995-2002 – Ryszard Major
- 2002- dziś – Jan Tomaszewicz

## Wyróżnienia
- 2007:  Odznaka Honorowa „Za zasługi dla województwa lubuskiego”[11]